# Salieu Drammeh
Salieu Drammeh (født 28. marts 2003) er en dansk-gambiansk fodboldspiller, der spiller for Lillestrøm Sportsklubb i Norge

## Barndom
Salieu blev født i England, Storbritannien. Han flyttede til Gambia da han var 5 år gammel, og kom til Danmark da han var 11.

## Karriere

### Brøndby IF
Han har vundet Brøndby Cupen en del gange med Brøndby IF, og blev kåret som årets spiller med samme klub 3 gange.

### Boldklubben Frem
I juli 2022 skiftede han til Frem. Den 2. august 2022 spillede Salieu sin debut-kamp for Frem mod Såby Fodbold. Han scorede, og kampen blev en 3-1 sejr til Frem. Salieu Drammeh blev kåret til årets spiller for 2022-23-sæsonen i Frem.